# Gemüse

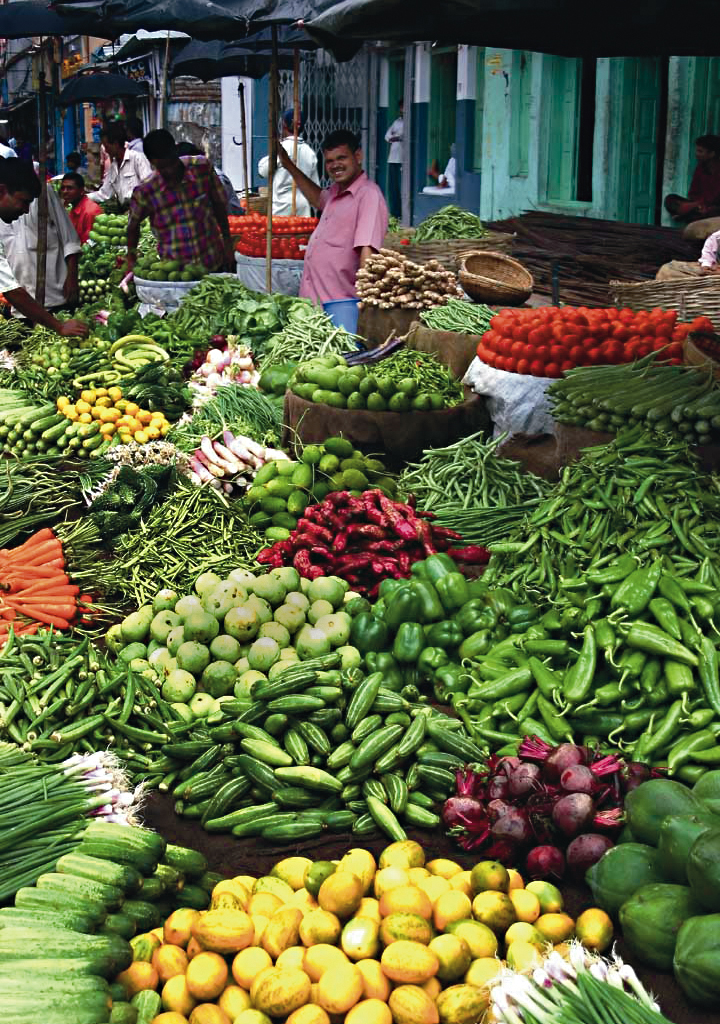
Gemüsemarkt

Gemüse (von mittelhochdeutsch gemüese, ursprüngliche Bedeutung: ‚Mus aus Nutzpflanzen‘) ist heute ein Sammelbegriff für essbare Teile wild wachsender oder in Kultur angebauter Pflanzen. Meist handelt es sich um Früchte, Blätter, Knollen, Stängel oder Wurzeln von ein- oder zweijährigen krautigen Pflanzen, die roh, gekocht oder konserviert verzehrt werden.
Die Generalversammlung der Vereinten Nationen ernannte 2021 zum Internationalen Jahr des Obstes und Gemüses.

## Begriffliche Abgrenzung
Die Unterscheidung von Obst und Gemüse ist weltweit nicht eindeutig, sie ist kulturell bedingt. In Deutschland gibt es verschiedene Definitionen, die einander zum Teil widersprechen:
- Als Fruchtgemüse bezeichnet man Nutzpflanzen, deren oberirdisch wachsende Früchte essbar sind. Sie sind nach der botanischen Definition Obst und nach der Lebensmitteldefinition Gemüse.
 Beispiel: Kürbisse und Tomaten entstehen aus bestäubten Blüten (botanische Definition: Obst) einjähriger Pflanzen (Lebensmitteldefinition: Gemüse).
- Während Obst üblicherweise roh verzehrt wird, wird Gemüse vor dem Verzehr meist gekocht oder anderweitig zubereitet. Diese Bedeutung lag auch dem mittelhochdeutschen Begriff gemüese zugrunde: Mus ist „gekochter Brei“ aus allerlei Nutzpflanzen.
- Im Unterschied zu Obst ist Gemüse für gewöhnlich einjährig bzw. nur einmal tragend (Lebensmitteldefinition).
- Obst zeichnet sich durch den im rohen Zustand angenehmen, meist süßlichen oder säuerlichen Geschmack aus, während Gemüse im Allgemeinen mit Gewürzen usw. geschmacklich zubereitet wird (Ausnahmen: siehe Fruchtgemüse).
- Pflanzenteile, die als Gemüse und Gewürz genutzt werden, wie Paprika oder Zwiebeln, gelten nur dann als Gemüse, wenn sie eine erkennbare Hauptkomponente der Mahlzeit bilden.[3]

Gemüse, die vor allem wegen ihrer Reservestoffe (Kohlenhydrate, Proteine und Fette) genutzt werden, sind oft die Sättigungsbeilage und selten auch Hauptzutat eines Gerichts (Speise) in der Ernährung des Menschen, z. B. Bratkartoffeln, Linsensuppe.
Andere Gemüse werden vor allem wegen ihres Gehalts an Vitaminen, Ballaststoffen, Mineralstoffen und sekundären Pflanzenstoffen als Beikost verzehrt, z. B. Brokkoli oder Salat.

## Einteilung
Feldgemüse ist ein Sammelbegriff für Ackerfrüchte, die unter freiem Himmel angebaut werden. Diese Anbauart steht im Gegensatz zum gärtnerischen Gemüsebau, bei dem in Glashäusern, Folientunneln oder ähnlichen geschützten Bereichen gearbeitet wird. Zum Feldgemüse zählt man: Kohlgewächse, Salate, Zwiebeln, Gurken, Gemüsespargel, Mais, Karotten, Petersilie, Rote Rüben u. v. a. Feldfrüchte werden in Hülsenfrüchte für Nährmittel oder als Ölfrüchte für die Fettgewinnung eingeteilt.
Nach den Erntezeiten unterscheidet man Frühgemüse, Sommergemüse, Herbstgemüse, Wintergemüse und Dauergemüse. Früher war diese Einteilung sehr wichtig für Anbauplanung und Ernährung. Durch den Anbau von Gemüsen in Gewächshäusern und den internationalen ganzjährigen Handel hat ihre Bedeutung stark abgenommen.
Nach Fruchtreife und dem Verzehr unterscheidet man Frischgemüse und Lagergemüse. Auch diese Unterscheidung hat durch Weiterverarbeitung und Lebensmittelkonservierung an Bedeutung verloren. Zum Beispiel kann verderbliches Gemüse durch Tiefkühlen oder in Konservendosen frisch gehalten werden.
In der Europäischen Union teilt man zudem das Gemüse in zwei Gruppen ein, um es hinsichtlich Preis und Erzeugung möglichst vergleichbar zu machen:
- Grobgemüse hat eine feste Zellwandstruktur. Zu ihnen zählen Gemüse wie Weißkohl, Rotkohl, Wirsing, Grünkohl, späte Möhren, Sellerie, Dicke Bohnen und auch das meiste Wintergemüse.
- Feingemüse hat im Gegensatz zum Grobgemüse eine feine Zellwandstruktur. Hierzu zählt man Gemüse wie frühe Möhren, Tomaten, Spinat, Schwarzwurzeln, Yacon oder Spargel.

Früchte von Pflanzen, die erst seit der Neuzeit Ende des 16. Jahrhunderts aus Amerika und Ostasien nach Europa gelangten werden auch Neuweltfrüchte genannt.
Fruchtgewürze werden teilweise als Fruchtgemüse betrachtet, auch wenn sie von mehrjährigen Pflanzen stammen.

## Vermarktungs- und Qualitätsnormen
Um eine gleichbleibende Qualität bei Gemüse im Handel zu gewährleisten, unterliegt es bestimmten Vermarktungsnormen und muss entsprechend gekennzeichnet werden.

### Mindestanforderungen
Neben speziellen Normen für Gemüsepaprika, Salate, krause Endivie, Eskariol und Tomaten müssen alle Gemüsearten folgende Mindesteigenschaften der allgemeinen Vermarktungsnorm erfüllen:
- Unversehrtheit (keine groben Beschädigungen)
- Gesundheit (keine Fäulnis oder Krankheit)
- Sauberkeit (frei von Schmutz oder Rückständen von Behandlungsmitteln)
- Frische (keine Welke)
- kein Schädlingsbefall (z. B. Maden, Milben oder Blattläusen)
- keine Schäden durch Schädlinge (Fraß- oder Einstichstellen)
- keine ungewöhnliche äußere Feuchtigkeit (Kondenswasserniederschlag ist zulässig)
- Geruchs- und Geschmacksechtheit (kein fremder Geruch oder Geschmack)
- Reife (das Gemüse muss ausreichend entwickelt sein)

### Qualitätsklassen
Über die Mindestanforderungen hinaus unterscheidet man drei Qualitätsunterteilungen:
- Klasse Extra: höchste Qualität, keine Fehler in Form und Farbe, praktisch fehlerfrei oder teilweise nur sehr kleine oberflächliche Fehler,
- Klasse I: gute Qualität, sortentypisch in Form, Entwicklung und Färbung; zulässig sind leichte Fehler hinsichtlich Form, Entwicklung und Farbe sowie leichte Schalenfehler,
- Klasse II: marktfähige Qualität, kleine Fehler in Form und Farbe, eine sortentypische Ausprägung der Merkmale wird nicht verlangt, die Mindesteigenschaften müssen eingehalten werden. Die Ware darf nicht verdorben und muss verzehrfähig sein.

## Vermarktung

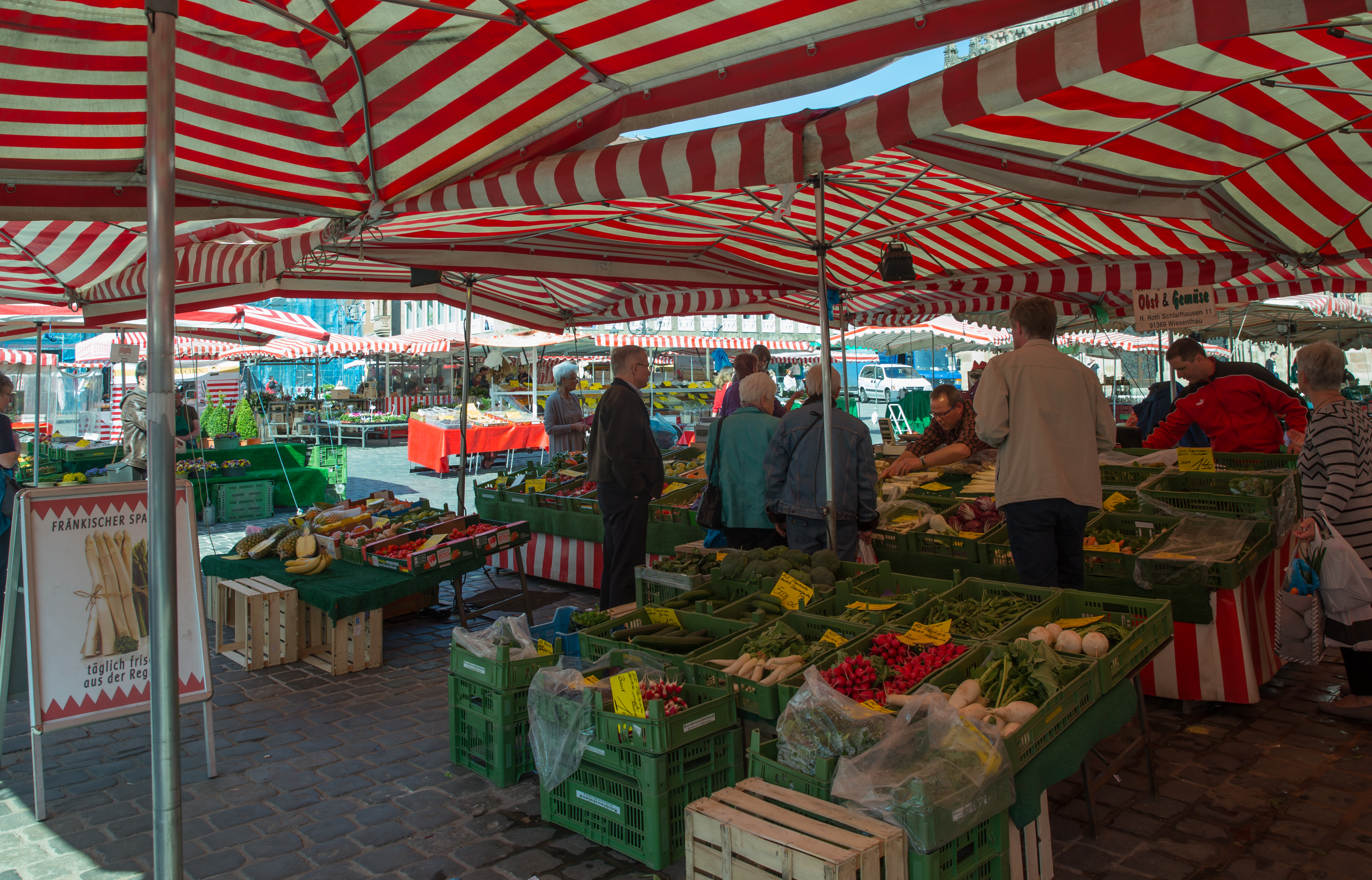
Verkaufsstand am Hauptmarkt in Nürnberg

Gemüse wird als Frischgemüse (nicht behandeltes, nicht verarbeitetes Gemüse), Tiefkühlgemüse, Dosengemüse, Glaswarengemüse, in Öllaken oder Essig oder vergorenes eingelegtes Gemüse und Trockengemüse vermarktet. Es wird mitunter zwischen Frischgemüse und „erntefrischem Gemüse“ unterschieden, wobei die „Frische“ in Deutschland und in der EU nicht definiert ist.

### Tiefkühlgemüse
Durch die Entwicklung der Kühltechnik gibt es seit 1937 in Deutschland tiefgekühltes Gemüse zu kaufen. Ohne den Zusatz von Konservierungsstoffen kann seitdem frisches Gemüse über einen langen Zeitraum haltbar gemacht werden. Das erste Tiefkühl-Gemüse auf Deutschlands Einzelhandelsmarkt war der Spinat. Heute ist das Angebot weitaus vielseitiger und reicht von einfachen Erbsen bis hin zu asiatischen Gemüsemischungen. Der Vorteil ist, dass die Nährstoffe bzw. Vitamine über einen langen Zeitraum hinweg durch die Kälte konserviert werden und nur wenig abnehmen, weitaus weniger als zum Beispiel ein über drei Tage im Gemüsefach des Kühlschranks gelagertes Gemüse.
In einer Studie von Ökotrophologen der Universität Hamburg wurde Frischgemüse und Tiefkühl-Gemüse in unterschiedlichen Verarbeitungs-, Lagerungs- und Zubereitungsstufen auf ihren Nährwert und ihre Sensorik hin untersucht. Die Ernährungswissenschaftler fanden heraus, dass viele wichtige Nährstoffe wie Vitamin C durch die Tiefkühlung auch nach vier Monaten in hohem Maße erhalten waren, während sie bei gewissen Gemüsearten bei Lagerung sowohl bei 4 °C als auch bei 20 °C rasch abnahmen.

### Pro-Kopf-Verbrauch
In der Schweiz lag der Pro-Kopf-Verbrauch von Frisch- und Lagergemüse im Jahr 2020 bei 86,7 Kilogramm. Der Pro-Kopf-Verbrauch von Tomaten lag bei rund 9,4 Kilogramm. Der von Karotten lag bei rund 8,9 Kilogramm. Der Bio-Anteil an der Schweizer Gemüsefläche betrug 19,7 Prozent.
Der Pro-Kopf-Verbrauch in Deutschland ist von 81 Kilogramm im Jahr 1990 auf 111 Kilogramm im Jahr 2021 gestiegen. Der Pro-Kopf-Verbrauch von Tomaten lag 2021 bei 31 Kilogramm, von Karotten bei 13 Kilogramm.

## Lagerung
Wurzelgemüse wie Karotten, Rote Beete und Kartoffeln wurden traditionell in ungeheizten Kellern gelagert, die oft recht feucht waren, da sie meist über keine besondere Abdichtung gegenüber dem Erdreich verfügten (siehe auch Erdkeller). Lüftungsöffnungen nach draußen sorgten dafür, dass im Winter kalte Luft in den Keller gelangte und so die Temperatur niedrig blieb. Im Sommer fand nur ein geringer Luftaustausch statt, da dann die Luft im Keller kälter war, als die Umgebungsluft und somit kein Auftrieb vorlag. Dies begrenzte die Auffeuchtung des Kellers durch Kondenswasserbildung beim Kontakt von warm-feuchter Außenluft mit den kalten Kellerwänden.
Gelegentlich wird empfohlen, Karotten, Pastinaken und Rote Beete in sandgefüllten Kisten aufzubewahren.
Auberginen, Gurken, Zucchini, Paprika, Tomaten und Kartoffeln sind kälteempfindlich und sollten nicht bei Kühlschranktemperaturen von 4 bis 8 Grad Celsius gelagert werden, sondern bei 8 bis 12 Grad.

## Von der Gartenpflanze zur Ackerfrucht
Bislang unbekannte Nutzpflanzen und Neuweltfrüchte, die erst seit der Neuzeit Ende des 16. Jahrhunderts aus Amerika und Ostasien nach Europa gelangten, wurden zuerst als botanische Rarität und als Heilkräuter in Herbarien kultiviert, da exotische Sachen als mit wundertätige Wirkung teuer gehandelt werden konnten. Die ersten Berichte über den Mais beispielsweise lassen sich im Zusammenhang mit Heilmittel finden. Im Prozess der Akkulturation und Verwendung neuartiger Pflanzen, konnte Mais Anfang bis Mitte des 16. Jahrhunderts nur in kleinen Mengen in den kontinental-europäischen Gemüsegärten gefunden werden. Ab Mitte des 17. Jahrhunderts kommt er vermehrt auf den Ackerflächen vor. Denn Mais übersteht im Vergleich zu den europäischen Getreidesorten längere Dürre- oder Regenperioden besser, außerdem überzeugt der Mais auch mit seiner kürzeren Reifezeit und bringt hohe Erträge. So stand Mais in vorindustrieller Zeit in Konkurrenz mit einheimischen Gemüsen und wurde einmal als für die Verdauung förderlich angepriesen und andertens als schwer verdaulich berichtet und davor gewarnt.